# Холбаев, Хабибджан Таджибаевич
Хабибджан Таджибаевич Холбаев (узб. Habibjon Tojibayevich Xolbayev) — советский и узбекский офицер, командир так называемого «1-го мусульманского батальона», участник штурма дворца Амина в 1979 году.
Родился в 1947 году. 
В 1969 году окончил Ташкентское высшее общевойсковое командное училище имени В. И. Ленина. 
Служил заместителем начальника батальона по воздушно-десантной подготовке в 15-й бригаде специального назначения в городе Чирчик Ташкентской области Узбекской ССР. 
В апреле 1979 года был назначен командиром 154-го отряда специального назначения, созданного на базе 15-й бригады и прозванного в военной среде «мусульманским батальоном». С 10 декабря вместе с подчинённым ему отрядом находился на территории Демократической Республики Афганистан. 
27 декабря 1979 года 154-й отряд под командованием майора Холбаева участвовал в операции «Шторм-333» по захвату дворца Тадж-Бек. По итогам операции, её руководитель полковник Василий Колесник подписал представление на присвоение Холбаеву звания Героя Советского Союза. Однако Холбаев был в итоге награждён орденом Ленина.
К 5 января 1980 года 154-й отряд был выведен в пункт постоянной дислокации в город Чирчик, в состав 15-й бригады, где Холбаев продолжил командовать отрядом до августа 1980 года.
В дальнейшем занял должность заместителя командира 15-й бригады по воздушно-десантной подготовке. 
В марте 1985 года, после того как управление 15-й бригады было введено в Афганистан, Холбаев был назначен командиром 467-го отдельного учебного полка специального назначения, который был сформирован в военном городке 15-й бригады в Чирчике. 467-й полк готовил младших специалистов для воинских формирований специального назначения в составе 40-й армии. Холбаев командовал полком до 1987 года.
В 1998 году вышел на пенсию в звании полковника, занимая на тот момент должность начальника инспекции Минобороны Узбекистана.
У Холбаева семь детей.